# Paul Délano Tripp
Paul Délano Tripp  (n. Fairhaven, Massachusetts, Estados Unidos; 15 de junio de 1775 - f. Talcahuano, Chile; 4 de febrero de 1842) fue capitán de navío y miembro de la prominente familia norteamericana de los Délano. Emigró a Chile en 1819 donde llegó a ser un importante miembro de la naciente Armada de Chile. Se establecerá en Chile dejando una nutrida descendencia.

## Biografía
Hijo menor de Nathan Delano y Sarah Tripp, nació en Massachusetts criándose en el seno de una familia de marineros. Radicado después de 1800 en Nueva York es contactado en 1818 por Manuel Hermenegildo Aguirre, enviado por el gobierno de Chile para contratar capitanes y comprar buques para la Escuadra Libertadora. 
Délano llega a Chile comandando la fragata de guerra "Curiazo", la cual había sido encargada en Nueva York el año 1817, por el recién instaurado gobierno patriota chileno encabezado por el General Bernardo O'Higgins. Arriba a Valparaíso el 22 de junio de 1819, en momentos que se organizaba flota del Ejército Libertador a cargo del marino escocés Lord Thomas Alexander Cochrane. Ya en la marina chilena su fragata será rebautizada con el apropiado nombre: "Independencia". 
En julio de 1820 fue nombrado jefe de los transportes de la Expedición, una vez en Perú participa en el ataque a los buques españoles del puerto de El Callao, el 24 de julio de 1821, y en la captura de la Fragata Esmeralda, luego es nombrado Comandante de la fragata "Lautaro", con la que hace toda la campaña con Cochrane.
Terminada la Expedición Libertadora al Perú se establece en Valparaíso, donde desempeñó diversos cargos al servicio de la Armada de Chile, entre marzo y septiembre de 1822 fue Capitán de Puerto de Valparaíso. Luego estuvo al mando de los Arsenales de Guerra hasta junio de 1823. El 14 de noviembre de 1824 es nombrado comandante del departamento de Valparaíso. En 1831 fue comisionado para construir el primer muelle, que estuvo en servicio durante más de 30 años.
Durante este tiempo, construyó en Valparaíso el primer faro de la república, instalado en Punta Angeles el 18 de septiembre de 1837. Ese mismo año efectuó el aprovisionamiento de los transportes que participaron en la primera campaña de la Guerra contra la Confederación Perú-Boliviana como Jefe de la División de Transportes, movilizando al Ejército que estaba al mando del Almirante Manuel Blanco Encalada.
En 1838, también como Jefe de la División de Transportes de la Armada, le ocupó equipar los transportes que participaron en la segunda campaña del Ejército Restaurador del Perú al mando de General Manuel Bulnes, que culminó con la batalla de Yungay.
También fue Capitán de Puerto de Talcahuano desde 1837, cargo que desempeñó hasta su muerte en 1842.

## Descendencia
Paul Délano se había casado el 13 de abril de 1800 en Fairhaven, Massachusetts, Estados Unidos con Ann Ferguson, con quien tuvo 5 hijos:
1. Mary Ann Delano, (n. Fairhaven, 14 de enero de 1801), casada con Olof Liljevalch
2. Eliza Delano, (n. 2 de junio de 1802 - f. diciembre de 1803),
3. Paul Hinckley Delano, (n. Nueva York, Estados Unidos, 2 de abril de 1806 - f. Valparaíso, Chile, 1881), jerarca de la Familia Délano en Chile, marino y empresario, tendrá destacada participación durante la guerra de independencia de Chile. En 1826 contraerá matrimonio con Teresa Edwards Ossandón, una integrante de la poderosa familia Edwards, dejando una importante descendencia. Viudo casará con María de las Mercedes Biggs Cooper, también con descendencia. Dejó 26 hijos con Teresa Edwards Ossandon, Maria del Tránsito Campos y Galvan, hija de ricos hacendados de origen español de la hoy VIII Región de Chile y dueños de la famosa estancia El Manzano en Quirihue, Corregidores de Itata, Petronila Rojas Rojas, parte del servicio doméstico de la familia Delano y Maria Mercedes Biggs Cooper de nacionalidad peruana. Todos mencionados en su testamento.
4. Robert Ferguson Delano, (n. Nueva York, Estados Unidos, 26 de enero de 1808 - f. Valparaíso, Chile, enero de 1827)
5. William Gibson Delano (n. Nueva York, Estados Unidos, 3 de agosto de 1810 - f. Concepción, Chile, 10 de abril de 1877) empresario textil, fundador de los Paños Bellavista Tomé